# Andraž Teršek
Andraž Teršek, slovenski pravni filozof, * 2. marec 1975, Ljubljana.
Deluje predvsem na področjih svobode in dostojanstva človeka, svobode izražanja, etike politike in politične filozofije.

## Izobraževanje
Mati Miroslava je bila učiteljica, oče Silvo pa novinar. Otroštvo je preživel v Kamniku, kjer je obiskoval osnovno šolo Marije Vere in kasneje gimnazijo Rudolfa Maistra. V najstniških letih se je rad ukvarjal s športom in bral knjige. Posebno rad je imel tenis, kolesarstvo in košarko. Šport še danes predstavlja središče njegovega načina življenja. Na začetku sta ga bolj zanimala odvetništvo in novinarsko delo (zaradi očeta). Zaključni izpit je nato opravil z odliko in se leta 1994 vpisal na Pravno fakulteto (PF) v Ljubljani. 
Leta 1998 je uspešno zagovarjal diplomsko nalogo, za katero je tudi prejel nagrado PF ˝za odlično diplomsko nalogo˝. Naslednje leto je vpisal podiplomski študij Teorija prava in države. Magistrsko nalogo je prav tako opravil z odliko. Prvo zaposlitev je od leta 1999 opravljal kot asistent na PF v Ljubljani. Leta 2003 je prejel nagrado Zveze društev pravnikov Slovenije »mladi pravnik«. Decembra 2007 je opravil strokovni izpit za imenovanje v naziv s področja državne ureditve in javne uprave. V letih 2007 in 2008 je na Okrožnem sodišču v Ljubljani opravil sodniško, pri Odvetniški družbi Čeferin pa odvetniško prakso. Konec leta 2007 je uspešno opravil tudi strokovni izpit za imenovanje v naziv s področja ustavnega prava, upravnega prava in prava EU.

## Delo
Trenutno je zaposlen kot predavatelj na Pedagoški fakulteti in Fakulteti za humanistične študije Univerze na Primorskem v Kopru ter na Evropski Pravni fakulteti v Novi Gorici.
Več kot 15 let se pojavlja v različnih medijih, kjer komentira aktualne družbene in politične problematike. Večina njegovih intervjujev je objavljenih na spletu. Leta 1999 je ustanovil Sociološki klub na pravni fakulteti v Ljubljani, v okviru katerega občasno pripravlja in vodi tematska srečanja, okrogle mize, pogovore in predavanja za študente in zainteresirano javnost. Posebej aktiven je na področju usposabljanja študentov prava in mladih pravnikov za samostojno raziskovalno in publicistično delo. V letih 1999-2003 je bil pomočnik urednika revije Dignitas -  slovenske revije za človekove pravice. Od leta 2003 je pobudnik, soustanovitelj in odgovorni urednik revije REVUS – revija za evropsko ustavnost, prve slovenske revije za ustavno pravo, katere ambicija je postati regionalna revija za ustavno pravo, pravo človekovih pravic in pravno teorijo. Ob začetku leta 2008 je soustanovil društvo Klub REVUS-center za raziskovanje evropske ustavnosti in demokracije, katerega namen je raziskovalno, publicistično ter drugo znanstveno in strokovno delo na področju prava, ustavnosti, demokracije in človekovih pravic. Leta 2009 je bil imenovan v ekspertno skupino Ministrstva za kulturo RS za pripravo sprememb in dopolnitev Zakona o medijih in Zakona o RTV Slovenija.
Na področju raziskovanja in publicizma se ukvarja predvsem z ustavnim pravom, demokracijo, človekovimi pravicami in svoboščinami ter sociološkimi in filozofskimi vidiki prava (o tem razpravlja v delu Pravo je v umu in srcu). V okviru fakultetnih delovnih obveznosti pa se ukvarja predvsem s filozofijo, sociologijo, teorijo prava in ustavnim pravom. Zanima ga, zakaj so ljudje taki, kakršni so, njihova razmišljanja, občutja in prepričanja. Poudarja problem človeške komunikacije. Je avtor številnih člankov, esejev, razprav in drugih spisov na omenjene teme. Vsa ta vprašanja zelo osebno obravnava v romanu Brutalci in v poetiki Razmetanje pozlačenega drobca. Zunaj fakultete predava o prej navedenih temah ter tudi o pravni kulturi in sociološko-pravnih problemih.
Zagovarja poustavljanje, tj. implementiranje ustave v vse pore pravnega sistema. Spisal je nekaj uspešnih pobud za ustavnosodno presojo, tudi v nekaterih primerih, ki so bili v splošni in strokovni javnosti posebej odmevni. S svojim delom je bil že večkrat citiran v odločbah Ustavnega sodišča RS. Kot pravni teoretik se je vključeval v proces odločanja Ustavnega sodišča. Oktobra 2018 je za novo izdajo Komentarja Ustave Republike Slovenije spisal komentar 2. člena Ustave o socialni državi in 39. člena o svobodi izražanja.
Veliko je objavljal v strokovnih in znanstvenih revijah Pravna praksa, Pravnik, Javna uprava, Zbornik IPP pri PF v Ljubljani, Dignitas, Revus, Poligrafi in Odvetnik.
Predvsem kot strokovnjak za človekove pravice je sodeloval na strokovnih pravniških seminarjih, konferencah in posvetih: v Ljubljani, Portorožu, Bovcu, Mariboru, na Bledu in v Kranjski gori. 

### Delo v tujini
V tujini je prav tako sodeloval na pravniških seminarjih v Tuzli, Katowicah in Brnu. Pravno fakulteto v Genovi je obiskal v okviru študijskega raziskovanja. Leta 2007 ga je k sodelovanju povabil Svet Evrope, leta 2008 pa še Center za razvoj temeljnih pravic in prava. V obliki predavanj in referatov ter z ustavnopravnimi mnenji in analizami je med drugim sodeloval z Amnesty International.

### Kandidat za ustavnega sodnika
Konec oktobra 2018 je podal kandidaturo za ustavnega sodnika, ki pa jo je kasneje umaknil. 
Ponovno je za mesto ustavnega sodnika Republike Slovenije kandidral leta 2020. Na glasovanju v Državnem zboru, dne 16. junija 2020, za izvolitev ni dobil zadostne podpore. Zanj je glasovalo 42, proti pa 38 poslancev.
Ponovno je podal kandidaturo septembra 2022, vendar ni bil izbran. Njegovo kandidaturo so sicer podprle organizacije, združene v Ljudski koaliciji: Društvo za zaščito človeka in njegovih pravic, gibanje Zdrava Družba, projekt Odgovoren za zdravje, Združenje za naravni razvoj otrok, ZVIZ Sonce Slovenije in Za ljudstvo gre.

## Dela
- 2004. Človekove pravice v pravnih in sodnih postopkih. Ljubljana: Legalia. ((COBISS)
- Pičman Štefančič, P. in 2005. Preludij demokracije: civilna družba in svoboda javnega komuniciranja. Ljubljana: Pravna fakulteta. (COBISS)
- 2007. Svoboda izražanja v sodni praksi Evropskega sodišča za človekove pravice in slovenski ustavnosodni praksi. Ljubljana: Informacijsko dokumentacijski center Sveta Evrope pri NUK. ((COBISS)
- 2009. Ustavna demokracija in vladavina prava. Koper: UP FAMNIT. (COBISS)
- 2009. Človekovo dostojanstvo in duševno zdravje. V: (Ustavno)pravna odgovornost države in družbe za kakovost duševnega zdravja. Revus – Revija za evropsko ustavnost, 10. Ljubljana: Uradni list Republike Slovenije. Str. 15-24. Dostopno na naslovu: https://journals.openedition.org/revus/93
- 2010. Etika in kakovost življenja: izbrane teme medicine, športa in prava. V: Morala kot temelj in kriterij (vladavine) prava. Revus – Revija za evropsko ustavnost, 13. Ljubljana: Uradni list Republike Slovenije. Str. 89-110. Dostopno na naslovu: https://journals.openedition.org/revus/1285
- 2014. Teorija legitimnosti in sodobno ustavništvo. Koper: Univerza na Primorskem, Znanstveno-raziskovalno središče, Univerzitetna založba Annales. (COBISS)
- 2014. Brutalci. To ni ta roman o nas. Ljubljana: UMco. (COBISS)
- 2015. Možnosti politike danes. Koper: Univerzitetna založba Annales. (COBISS) (http://www.dlib.si/details/URN:NBN:SI:doc-SRDR161V)
- 2015. Pravna ignoranca škodi: Kritika pravne prakse. Koper: Univerza na Primorskem, Znanstveno-raziskovalno središče, Univerzitetna založba Annales. (COBISS)
- 2016. Pravna ignoranca škodi 2: Kritika pravne prakse. Koper: Univerza na Primorskem, Znanstveno-raziskovalno središče, Univerzitetna založba Annales. (COBISS)
- 2016. Odvetniška ustavnost: o pravici do odvetnika in temeljnih pravicah odvetnikov. Koper: Univerza na Primorskem, Znanstveno-raziskovalno središče, Univerzitetna založba Annales. (COBISS)
- 2017. Socialna ustavna demokracija: iz filozofije in teorije v prakso. Koper: Založba Univerze na Primorskem. (COBISS)
- 2018. Etika politike: esejistični komentar ustave, z novo ustavo. Ljubljana: UMco. (COBISS)
- idr. 2018. Svoboda izražanja, mediji in demokracija v postfaktični družbi. Ljubljana: Lexpera, GV založba. (COBISS)
- 2018. Razmetanost pozlačenega drobca. Brežice: Primus. (COBISS)